# Rifampicin
Rifampicin, takođe poznat kao rifampin, antibiotik je koji se koristi u tretmanu nekoliko tipova bakterijskih infekcija. Njegov spektar primene obuhvata tuberkulozu, lepru i Legionarsku bolest. On skoro uvek koristi sa drugim antibioticima, izuzev kad se primenjuje sprečavanju Haemophilus influenzae tipa b i meningokokalne bolesti kod ljudi koji su bili izloženi tim bakterijama. Preporučuje se merenje nivoa jetrenih enzima i broja krvnih zrnaca pre dugotrajnog tretiranja osobe. Rifampicin se može dozirati oralno ili intravenozno.
Česte nuspojave su mučnina, povraćanje, dijareja, i gubitak apetita. On se često pojavljuje u urinu, znoju, i suzama, kojima daje crvenu ili narandžastu boju. Može doći do problema s jetrom ili alergijskih reakcija. On je deo preporučenog tratmana aktivne tuberkuloze tokom trudnoće, iako njegova bezbednost tokom trudnoće nije poznata. Rifampicin pripada rifamicinskog grupi antibiotika. On deluje tako što zaustavlja produkciju RNK bakterija.

## Osobine
Rifampicin je organsko jedinjenje, koje sadrži 43 atoma ugljenika i ima molekulsku masu od 822,940 .
| Osobina                  | Vrednost |
| ------------------------ | -------- |
| Broj akceptora vodonika  | 15       |
| Broj donora vodonika     | 6        |
| Broj rotacionih veza     | 5        |
| Particioni koeficijent ( | 3,3      |
| Rastvorljivost (logS, log(mol/L))       | -6,4     |
| Polarna površina (PSA, Å2)  | 220,1    |

## Literatura
- Hardman JG, Limbird LE, Gilman AG (2001). Goodman & Gilman's The Pharmacological Basis of Therapeutics (10. изд.). New York: McGraw-Hill. ISBN 0071354697. doi:10.1036/0071422803.
- Thomas L. Lemke; David A. Williams, ур. (2007). Foye's Principles of Medicinal Chemistry (6. изд.). Baltimore: Lippincott Willams & Wilkins. ISBN 0781768799.

## Spoljašnje veze
|  | Molimo Vas, obratite pažnju na važno upozorenje u vezi sa temama iz oblasti medicine (zdravlja). |